# Guastica
Guastica é um gênero de mariposa pertencente à família Crambidae.